# Nathalie Biancheri

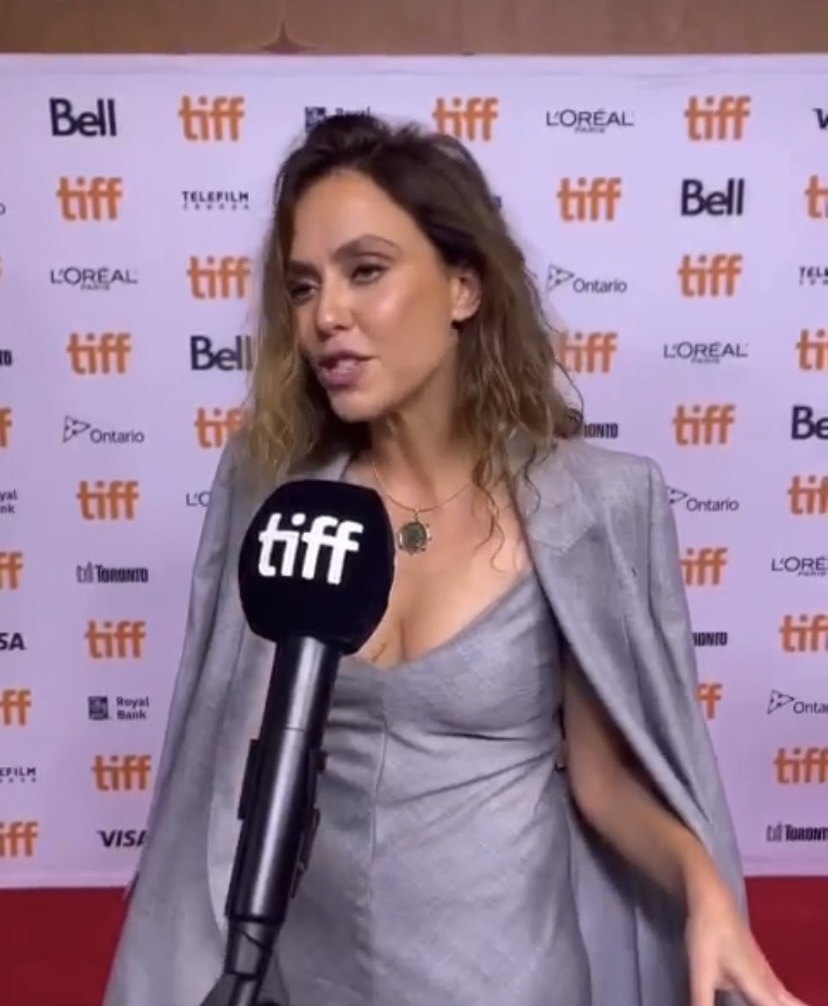
Nathalie Biancheri

Nathalie Biancheri (* 1988) ist eine in Italien geborene und überwiegend in Irland tätige Filmregisseurin und Drehbuchautorin.

## Leben
Nathalie Biancheri wurde 1988 in Italien geboren. Gemeinsam mit Jessie Fisk gründete sie die in Dublin ansässige Filmproduktionsgesellschaft Feline Films.
Nach Arbeiten für Dokumentarfilme für die BBC gab sie mit Nocturnal, in dem Cosmo Jarvis und Lauren Coe in den Hauptrollen zu sehen sind, ihr Regiedebüt bei einem Spielfilm. Der Film wurde im Oktober 2019 beim London Film Festival erstmals gezeigt und kam im September 2020 in die irischen Kinos.
Wolf, Biancheris zweiter Spielfilm als Regisseurin, bei dem sie auch das Drehbuch schrieb, feierte im September 2021 beim Toronto International Film Festival seine Premiere und kam im Dezember 2021 in die US-Kinos.

## Filmografie (Auswahl)
- 2014: The Crossing (Kurzfilm, Regie und Drehbuch)
- 2019: 24 H Europe: The Next Generation (Dokumentarfilm)
- 2019: I Was Here (Dokumentarfilm)
- 2019: Nocturnal (Regie und Drehbuch)
- 2021: Wolf (Regie und Drehbuch)

## Auszeichnungen (Auswahl)
Edinburgh International Film Festival
- 2015: Nominierung als Bester Kurzfilm (The Crossing)

Manchester Film Festival
- 2022: Auszeichnung mit dem Preis der Jury für die Beste Regie (Wolf)

South by Southwest Film Festival
- 2018: Nominierung als Bester Dokumentarkurzfilm für den Grand Jury Award (Xavier Corbero: Portrait of an Artist in Winter)[7]